# Йоханес Хьосфлот Клебо
Йоханес Хьосфлот Клебо (на норвежки: Johannes Høsflot Klæbo; род. 22 октомври 1996) е норвежки ски бегач, трикратен олимпийски шампион в отборния спринт на свободния стил и в щафетата 4×10 км и в класическия спринт от Пьонгчанг 2018, бронзов медалист от Световното първенство в Лахти 2017 година.
Родители – Haakon Klæbo, Elisabeth Høsflot Klæbo. Братя и сестри – Ola Høsflot Klæbo.

## Кариера
През сезон 2014/15 Клебо участва за пръв път в Световното първенство за юноши в Алма Ата, където печели два бронзови медала в класическия спринт и в щафетата.
На следващата година на Световното първенство за юноши в румънския град Ръшнов Клебо е вече трикратен световен шампион (в спринта, на 10 км класически и в щафетата). В същия сезон на 3 февруари 2016 година дебютира в етап от Световната купа в класическия спринт в норвежкия Драмен.
В първия си старт за Световната купа през сезон 2016/2017, Клебо завоюва – 3 място в класическия спринт. В етап от Световната купа преди Световното първенство в естонския Отепя Клебо побеждава в спринта на свободния стил, а след 5 дни Йоханес става бронзов медалист Световното първенство 2017 в същата дисциплина.
На Олимпийските игри в Пьонгчанг побеждава уверено в класическия спринт и става олимпийски шампион.

## Рекорди
1. Най-младият Олимпийски шампион в историята на ски бягането
2. Най-младият носител на Големия кристален глобус в историята на ски бягането
3. Най-младият носител на Малкия кристален глобус в спринтовите дисциплини в историята на ски бягането
4. Рекордьор по количество победи в спринтовите дисциплини в рамките на един сезон (7)
5. Най-титулуваният (заедно с Мартен Фуркад) победител на Олимпийските игри през 2018 година (3 златни медала)
6. Единственият скиор в историята, на когото се удава да победи БХГ, не взема участие в Тур де ски

## Успехи
Олимпийски игри:
- Шампион (3): 2018

Световно първенство:
- Бронзов медал (1): 2017

### Олимпийски игри
| Олимпиада      | Спринт | Отборно спринт | 10 км разделен старт | 7,5+7,5 км 30 км | 30 км масов-старт | Щафета 4 × 10 км |
| -------------- | ------ | -------------- | -------------------- | ---------------- | ----------------- | ---------------- |
| 2018 Пьонгчанг | 1      | 1              | –                    | 10               | –                 | 1                |